# Rayan Raveloson
Rayan Raveloson, né le 16 janvier 1997 au Clinic d'Anosibe, Antananarivo est un footballeur international malgache qui joue actuellement au poste de milieu défensif au BSC Young Boys.

## Biographie

### En club
Formé à la SS Jeanne d'Arc à La Réunion, Raveloson intègre les équipes de jeunes du Tours FC. Après plusieurs saisons chez les jeunes, Rayan Raveloson commence sa carrière professionnelle le 1er juillet 2014 avec le Tours FC et fait ses débuts avec l'équipe première le 17 octobre 2014 à l'occasion de la réception du Nîmes Olympique (défaite 1-2) pour le compte de la onzième journée. Ce sera sa seule apparition de la saison. C'est seulement à partir de la saison 2016-2017 qu'il obtient un temps de jeu intéressant avant de devenir titulaire l'année suivante.

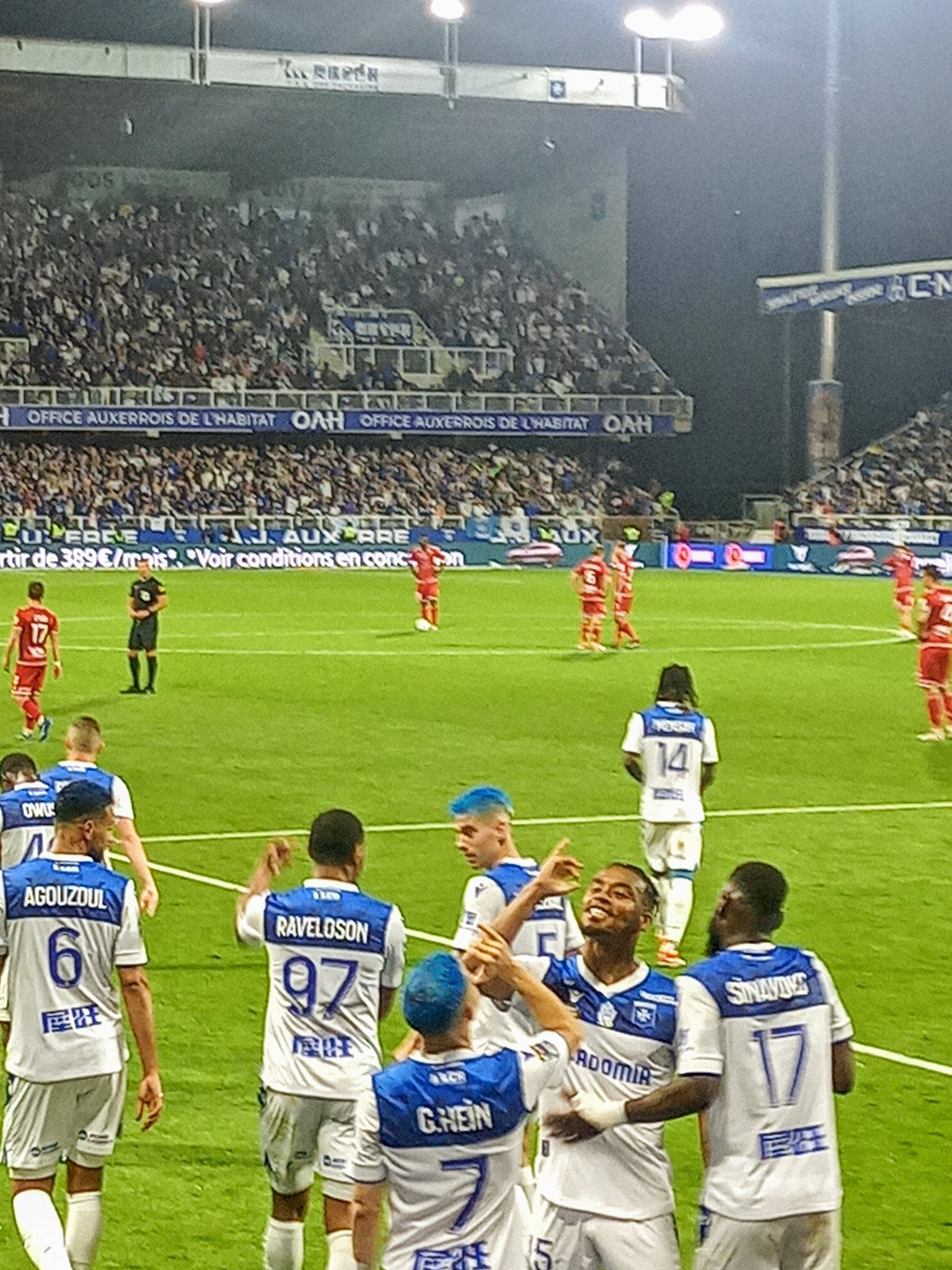
Raveloson et ses coéquipiers de l'AJ Auxerre le 17 mai 2024 lors de leur sacre de champion de France de L2

Le 29 juin 2018, il s'engage à l'ESTAC Troyes et connaît sa première titularisation avec sa nouvelle équipe dès la première journée de l'exercice 2018-2019 face à l'AC Ajaccio (victoire 0-1). Il participe alors aux bonnes performances de son équipe qui côtoie les sommets de la Ligue 2 et qui lutte pour un retour au niveau supérieur. Son parcours intéresse également plusieurs formations françaises comme allemandes au cours de l'été 2020 mais il demeure à Troyes afin d'honorer sa dernière année de contrat. 
Cependant, en mai 2021, un intérêt prononcé de la part du Galaxy de Los Angeles, franchise de Major League Soccer, est relayé dans les médias alors que son contrat arrive à échéance. Finalement, le 20 mai 2021, la formation angeline annonce officiellement la signature de Raveloson pour un contrat de trois ans, avec une quatrième année en option,,.
Un peu plus d'un an après son arrivée en Californie, Raveloson franchit de nouveau l'Atlantique dans le sens inverse lorsqu'il est transféré à l'AJ Auxerre le 4 août 2022. Il signe un contrat de trois ans, plus une année en option, avec la formation bourguignonne. Il quitte le club en janvier 2025 pour la Super League.
Il rejoint le championnat suisse et le club de la capitale le BSC Young Boys, le 18 janvier 2025, où il y a signé un contrat de 3 ans et demi, soit jusqu'en juin 2028. Il joue ses premières minutes (entre en jeu à la 80e minutes) le 25 janvier lors du YB contre Grasshopper Club Zurich (score finale 0-0). Il joue son 1er match en tant que titulaire lors du match YB vs Lausanne-Sport (score 2-1).

### En équipe nationale
Le 13 octobre 2018, il figure pour la première fois sur le banc des remplaçants de l'équipe de Madagascar, sans entrer en jeu, lors d'un match contre la Guinée équatoriale rentrant dans le cadre des éliminatoires de la CAN 2019 (victoire 0-1).
Il est international malgache depuis le 2 juin 2019, faisant suite à un amical contre le Luxembourg (score final 3-3). Il inscrit son premier but contre la Mauritanie lors du match suivant (défaite 1-3). Il fait ensuite partie des joueurs malgaches sélectionnés pour la CAN 2019.
Pendant les éliminatoires de la CAN 2021, le 16 novembre 2019, son deuxième but avec le Barea de Madagascar arrive tout juste à la 18e minute du match auquel s'oppose à domicile Madagascar à l'Éthiopie.

## Palmarès
- Champion de Ligue 2 2020/2021 et 2023/2024.

## Statistiques
| Saison                | Club                  | Championnat           | Championnat | Championnat | Coupe nationale | Coupe nationale | Coupe de la Ligue | Coupe de la Ligue | Compétition(s) continentale(s) | Compétition(s) continentale(s) | Compétition(s) continentale(s) | Madagascar | Madagascar | Total | Total |
| Saison                | Club                  | Division              | M.          | B.          | M.              | B.              | M.                | B.                | Comp.                          | M.                             | B.                             | M.         | B.         | M.    | B.    |
| 2014-2015             | Tours FC              | Ligue 2               | 1           | 0           | -               | -               | -                 | -                 | -                              | -                              | -                              | -          | -          | 1     | 0     |
| 2015-2016             | Tours FC              | Ligue 2               | 7           | 0           | 1               | 0               | -                 | -                 | -                              | -                              | -                              | -          | -          | 8     | 0     |
| 2016-2017             | Tours FC              | Ligue 2               | 19          | 1           | 1               | 0               | 1                 | 0                 | -                              | -                              | -                              | -          | -          | 21    | 1     |
| 2017-2018             | Tours FC              | Ligue 2               | 26          | 1           | 3               | 0               | 4                 | 1                 | -                              | -                              | -                              | -          | -          | 33    | 2     |
| Sous-total            | Sous-total            | Sous-total            | 53          | 2           | 5               | 0               | 5                 | 1                 | -                              | -                              | -                              | -          | -          | 63    | 3     |
| 2018-2019             | ESTAC Troyes          | Ligue 2               | 29          | 3           | -               | -               | 3                 | 1                 | -                              | -                              | -                              | 3          | 1          | 35    | 5     |
| 2019-2020             | ESTAC Troyes          | Ligue 2               | 23          | 0           | -               | -               | -                 | -                 | -                              | -                              | -                              | 5          | 1          | 28    | 1     |
| 2020-2021             | ESTAC Troyes          | Ligue 2               | 35          | 2           | -               | -               | -                 | -                 | -                              | -                              | -                              | 4          | 0          | 39    | 2     |
| Sous-total            | Sous-total            | Sous-total            | 87          | 5           | -               | -               | 3                 | 1                 | -                              | -                              | -                              | 12         | 2          | 102   | 8     |
| 2021                  | Galaxy de Los Angeles | MLS                   | 22          | 5           | -               | -               | -                 | -                 | -                              | -                              | -                              | 6          | 0          | 28    | 5     |
| 2022                  | Galaxy de Los Angeles | MLS                   | 22          | 3           | 4               | 0               | -                 | -                 | -                              | -                              | -                              | 2          | 0          | 28    | 3     |
| Sous-total            | Sous-total            | Sous-total            | 44          | 8           | 4               | 0               | -                 | -                 | -                              | -                              | -                              | 8          | 0          | 56    | 8     |
| 2022-2023             | AJ Auxerre            | Ligue 1               | 34          | 2           | 3               | 2               | -                 | -                 | -                              | -                              | -                              | 4          | 1          | 41    | 5     |
| 2023-2024             | AJ Auxerre            | Ligue 2               | 34          | 4           | 1               | 0               | -                 | -                 | -                              | -                              | -                              | 8          | 2          | 43    | 6     |
| 2024-2025             | AJ Auxerre            | Ligue 1               | 13          | 1           | 1               | 0               | -                 | -                 | -                              | -                              | -                              | 6          | 0          | 20    | 1     |
| Sous-total            | Sous-total            | Sous-total            | 81          | 7           | 5               | 2               | -                 | -                 | -                              | -                              | -                              | 14         | 3          | 100   | 12    |
| 2024-2025             | BSC Young Boys        | Super League          | 1           | 0           | -               | -               | -                 | -                 | -                              | -                              | -                              | -          | -          | 1     | 0     |
| Total sur la carrière | Total sur la carrière | Total sur la carrière | 185         | 15          | 9               | 0               | 8                 | 2                 | -                              | 0                              | 0                              | 38         | 5          | 240   | 22    |